# El Hassania
El Hassania è un centro abitato dell'Algeria, situato nella Provincia di 'Ayn Defla.